# Адышевское сельское поселение
Адышевское сельское поселение — муниципальное образование в составе Оричевского района Кировской области России.
Административный центр — село Адышево.

## История
Адышевское сельское поселение образовано 1 января 2006 года согласно Закону Кировской области от 07.12.2004 № 284-ЗО.

## Население
| 2010  | 2012  | 2013  | 2014  | 2015  | 2016  | 2017  |
| ----- | ----- | ----- | ----- | ----- | ----- | ----- |
| 1520  | ↘1517 | ↘1472 | ↘1454 | ↘1416 | ↗1435 | ↘1431 |
| 2018  | 2019  | 2020  | 2021  |       |       |       |
| ↗1520 | ↘1480 | ↘1460 | ↘1259 |       |       |       |

## Состав сельского поселения
В состав сельского поселения входят 11 населённых пунктов:
| №  | Населённый пункт | Тип населённого пункта       | Население |
| -- | ---------------- | ---------------------------- | --------- |
| 1  | Адышево          | село, административный центр | 1111      |
| 2  | Воронье          | деревня                      | 2         |
| 3  | Жданухино        | деревня                      | 7         |
| 4  | Кленовая         | деревня                      | 2         |
| 5  | Колос            | посёлок                      | 288       |
| 6  | Мамино           | деревня                      | 5         |
| 7  | Мочалище         | деревня                      | 0         |
| 8  | Полом            | деревня                      | 18        |
| 9  | Сауничи          | деревня                      | 24        |
| 10 | Сивая            | деревня                      | 10        |
| 11 | Шабарденки       | деревня                      | 53        |